# St. Koloman (Oberrohrenstadt)

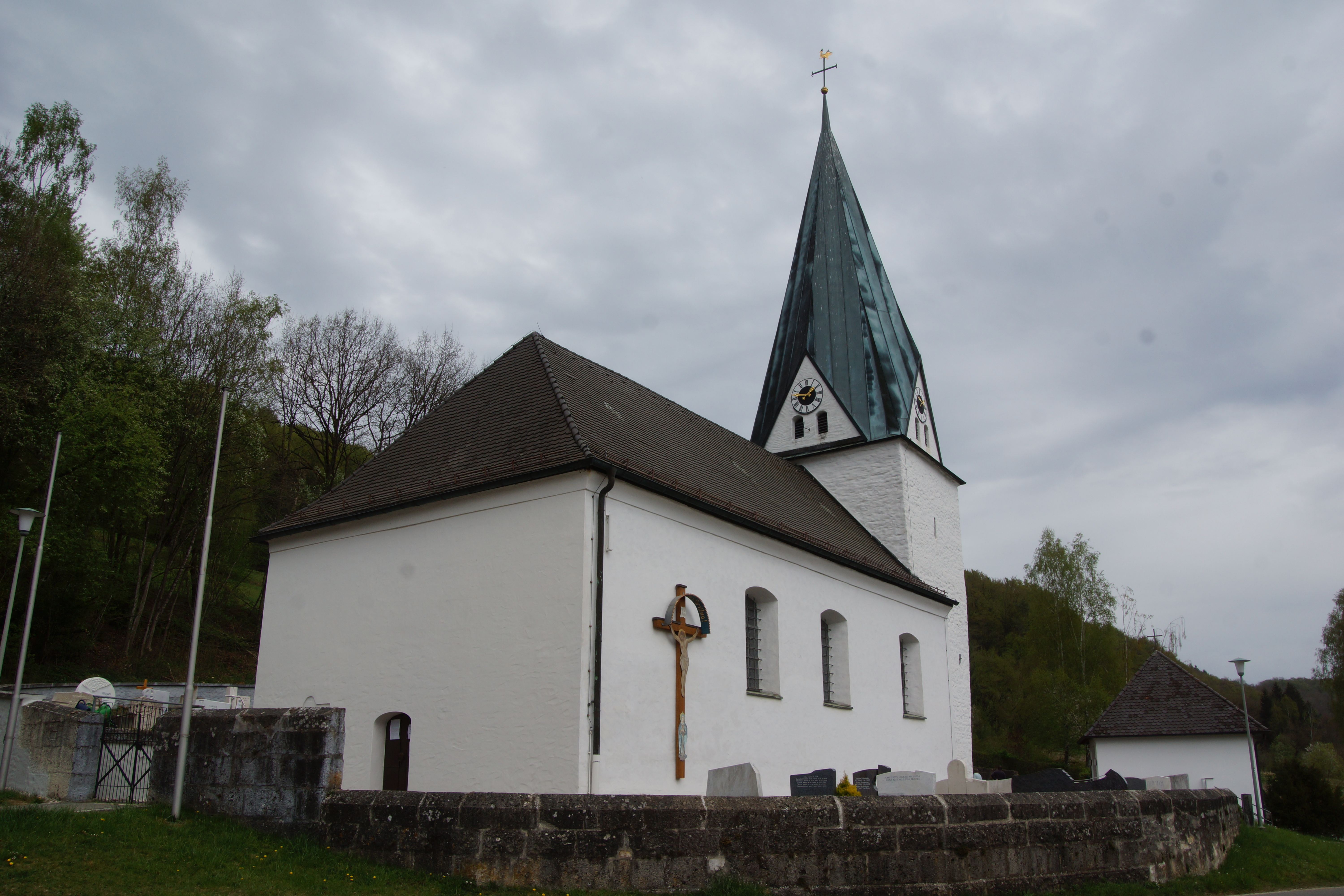
St. Koloman in Oberrohrenstadt

Die römisch-katholische, denkmalgeschützte Filialkirche St. Koloman steht in Oberrohrenstadt, einem Gemeindeteil der Stadt Berg bei Neumarkt in der Oberpfalz im Landkreis Neumarkt in der Oberpfalz. Das Bauwerk ist dem Dekanat Neumarkt in der Oberpfalz des Bistums Eichstätt zugeordnet, und unter der Denkmalnummer D-3-73-113-42 als Baudenkmal in die Bayerische Denkmalliste eingetragen.

## Beschreibung

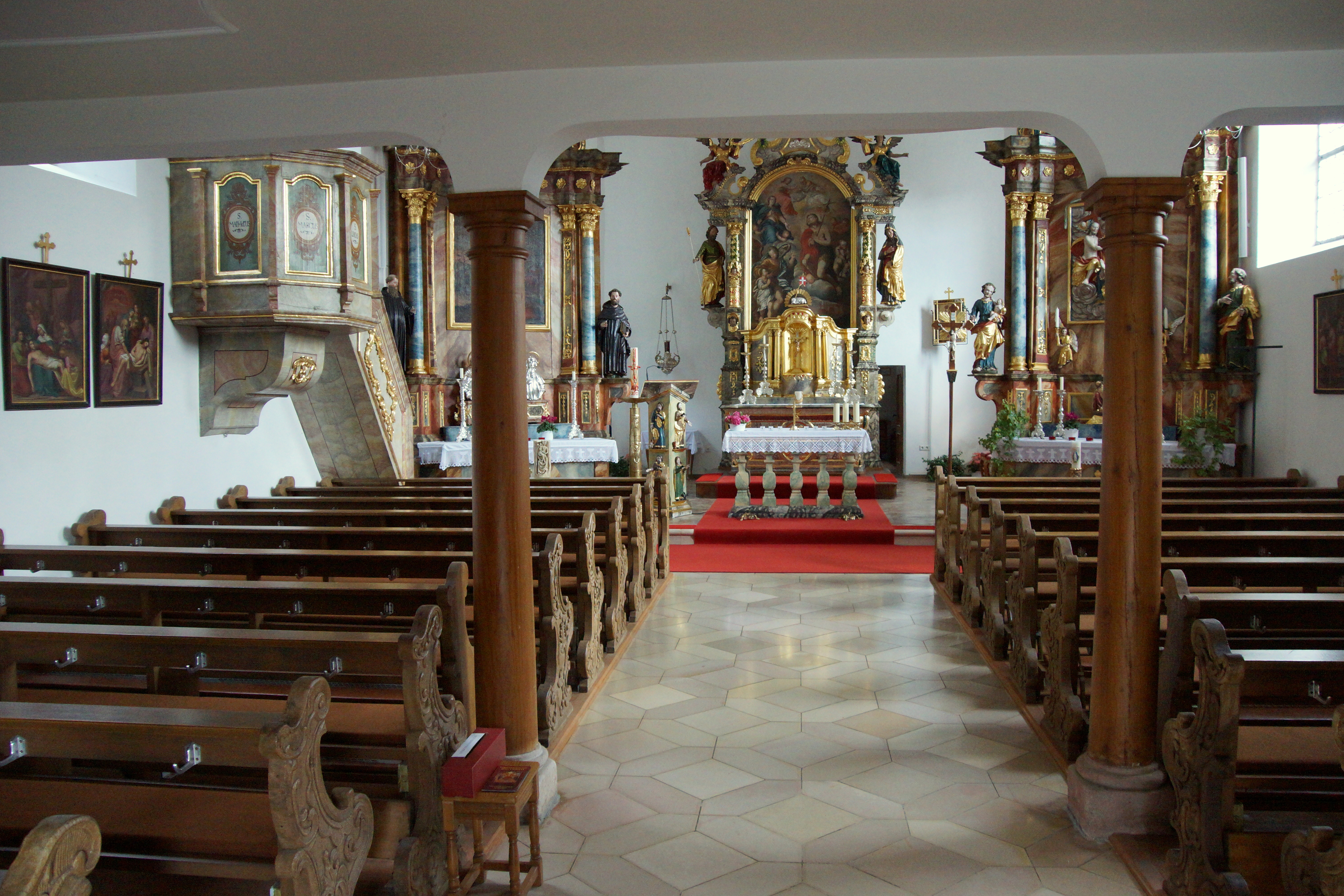
St. Koloman, Inneres

Die Saalkirche wurde im 18. Jahrhundert unter Verwendung des frühgotischen Chorturms errichtet, der zwischen den Dreiecksgiebeln, die die Turmuhr und den Glockenstuhl mit drei Kirchenglocken beherbergen, mit einem spitzen Helm bedeckt ist. Die Glocken klingen mit den Schlagtönen h′ – c″ – b″.
Der Innenraum des Langhauses ist mit einer Flachdecke überspannt, der des Chors, d. h. des Erdgeschosses des Chorturms, mit einem Kreuzrippengewölbe. Zur Kirchenausstattung gehört ein Mitte des 17. Jahrhunderts gebauter Hochaltar, der später ergänzt wurde. Er wird von Statuen flankiert, die den heiligen Joachim und die heilige Anna darstellen. 
Die Orgel mit acht Registern auf einem Manual und Pedal wurde 1984 von Volkmar Krätzer gebaut.